# Полтавка (Акмолинская область)
Полта́вка (каз. Полтавка) — село в Атбасарском районе Акмолинской области Казахстана. Административный центр Полтавского сельского округа. Код КАТО — 113853100.

## География
Село расположено на берегу реки Жабай, в северной части района, на расстоянии примерно 30 километров (по прямой) к северо-востоку от административного центра района — города Атбасар.
Абсолютная высота — 306 метров над уровнем моря.
Климат холодно-умеренный, с хорошей влажностью. Среднегодовая температура воздуха положительная и составляет около +3,4°С. Среднемесячная температура воздуха в июле достигает +19,8°С. Среднемесячная температура января составляет около -15,2°С. Среднегодовое количество осадков составляет около 405 мм. Основная часть осадков выпадает в период с июня по август.
Ближайшие населённые пункты: село Титовка — на юго-востоке, село Спасское — на северо-западе.
Западнее села проходит автодорога республиканского значения — Р-12 «Кокшетау — Атбасар».

## Население
В 1989 году население села составляло 1721 человек (из них немцы — 32 %, украинцы — 27 %, русские — 23 %).
В 1999 году население села составляло 897 человек (435 мужчин и 462 женщины). По данным переписи 2009 года, в селе проживало 919 человек (429 мужчин и 490 женщин).
| Численность населения | Численность населения | Численность населения |
| 1989                  | 1999                  | 2009                  |
| --------------------- | --------------------- | --------------------- |
| 1721                  | ↘897                  | ↗919                  |

## Улицы
- ул. Кулагер
- ул. Целинная
- ул. Центральная
- ул. Школьная
- ул. Южная